# Keelgras
Het Keelgras is een natuurgebiedje in het Nederlandse dorp Mariahout, dat behoort tot de gemeente Laarbeek. Het gebied ligt iets ten zuiden van de buurtschap Ginderdoor.

## Geschiedenis
Het Keelgras bestaat al eeuwen en was eertijds een moerassig gebied dat veel uitgestrekter was dan thans het geval is. De oudste vermelding is te vinden in een document dat op 25 april 1246 werd bekrachtigd door hertog Jan II van Brabant. In dat document, opgesteld door Hendrik van Herentals, schout van de hertog, staat de begrenzing beschreven van het gebied dat de hertog afstond aan het domein Lieshout. In die omschrijving staat het moeras vermeld onder de naam 'het Keleghars'.
De abdij van Floreffe, de eigenaar van het domein Lieshout was geïnteresseerd in het Keleghars en andere moerassige terreinen omdat men kans zag die gebieden te ontginnen. Daartoe werd  de Ginderdoorse loop gegraven die voor ontwatering zorgde. Deze loop vormde de grens tussen het domein en de gemeynt van Lieshout. 
Als gevolg van de ontginning werd het Keleghars in de loop der eeuwen steeds kleiner. In 1697 heeft de abdij van Floreffe een aantal weidegronden waaronder het gedeelte van het Keleghars dat ontgonnen was, overgedragen aan de ingezetenen van Lieshout, die de gronden al lange tijd in gebruik hadden. Het onontgonnen deel van Het Keleghars werd gemeentelijk bezit en de naam veranderde gaandeweg in Keelgras.
Na verloop van tijd werd het Keelgras aangewezen als plaats voor de gemeentelijke vuilstort.

## Huidige situatie
De voormalige afvalstortplaats is afgedekt en sindsdien beplant met loofhout. Het gebied is rijk aan vogels. Naast de stort ligt een klein moeras met veel riet.
Langs het gebied is een wandeling uitgezet die toegang geeft tot een uitzichtpunt dat boven op de voormalige vuilstort is gebouwd.